# 摩尼穆斯 (將軍)
摩尼穆斯（希臘語： ; 前四世紀人物），是皮松（Pythion）之子。
當奧林匹亞絲與卡山德進行最後的戰爭時，摩尼穆斯當時是擁護奧林匹亞絲的馬其頓軍官之一，也是最後幾個仍對她效忠的將軍。當時奧林匹亞絲被圍困在彼得拿（Pydna），但摩尼穆斯無法有足夠實力去救援，便撤入佩拉，並堅守這座城市一段時日。前316年彼得拿陷落後，摩尼穆斯向卡山德投降。
另外從菲拉爾克斯一些相關軼聞記載，摩尼穆斯在奧林匹亞絲麾下已有一段時間。

## 來源
1. ↑  西西里的狄奧多羅斯, xix. 50
2. ↑  菲拉爾克斯 ap. Athenaeus, xiii. 609